# Stédo
Stédo, de son vrai nom Stéphane Dauvin, né le 5 septembre 1978 à Libramont-Chevigny (province du Luxembourg), est un dessinateur belge de bande dessinée humoristique.

## Biographie
Stéphane Dauvin naît le 5 septembre 1978 à Libramont-Chevigny.
Diplômé de l'École supérieure des arts Saint-Luc de Liège, Stéphane Dauvin contacte les Éditions Dupuis. En 1999, sous le pseudonyme de Stédo, il réalise diverses « animations » pour le magazine Spirou, dont quelques sommaires. En 2001, il assure également le dessin d'un mini-feuilleton scénarisé par Fritax qui paraît pendant 26 semaines dans le magazine (Le Feuilleton des gens bons),.
En 2001, il travaille aussi pour le magazine d'humour français Fluide glacial en publiant quelques épisodes de la série Le Monde de Micheline avec Pascal Fioretto au scénario. Au même moment, Olivier Sulpice et sa maison d'édition Bamboo publient son premier album avec Erroc (scénariste des Profs) : Sos Shobiz.
À partir du 6 février 2002, dans Spirou, il reprend, le temps de trois albums, les aventures de Garage Isidore chez Dupuis avec François Gilson au scénario. Il dessine ensuite Les Pompiers, sur un scénario de Christophe Cazenove. 
Depuis janvier 2008, Stédo est présent dans Bamboo Mag.
En 2011, avec Hervé Richez, il crée Mafia Tuno, une série humoristique sur la vie d'une famille de mafieux.
En avril 2016, Bamboo publie le premier tome de Napoléon (De mal Empire) qu'il a réalisé avec Lapuss.
Il reprend la série Boulard, scénarisée par Erroc (spin-off de la série Les Profs) en 2017, avec le tome 5 entamé par Alain Mauricet et qu'il termine pour ensuite reprendre seul les rênes de la série au dessin.
En avril 2018, il publie le sixième tome de la série Les Diables Rouges chez Kennes. En avril 2021 paraît le septième tome de cette série, cette fois en collaboration graphique avec Jean-Marc Krings.
En outre, entre le 18 juillet et le 23 août 2009, il participe à l'exposition collective Regard sur la jeune bande dessinée en compagnie de Didot, Pierre-Emmanuel Paulis, Étienne Willem, Peral et Billy De Barquin au centre culturel de Bièvre en Belgique, ainsi qu'à Ebullitions, au palais abbatial de Saint-Hubert du 18 juillet au 13 septembre 2009.

## Albums
- Les Jeunes Sapeurs Pompiers - Poche, Bamboo, coll. « Jeunesse »,

1. Le Baptême du feu 26 janvier 2022  (ISBN 978-2-8189-8643-1)[34]

### Collectifs
- La Vie secrète du Tour, Jungle!, juin 2013
Scénario : Claude Eymard - Dessin : collectif dont Stédo
- Lovely Wheels, C.M. Éditions, avril 2021
Scénario : Christian Mathoul - Dessin : collectif dont Stédo -  (ISBN 978-2-9602788-0-4),Format à l'italienne.

#### Livres
: document utilisé comme source pour la rédaction de cet article.
- Jacques Fiérain, « Stédo », dans La BD dans les provinces de Liège, Namur et Luxembourg, Charleroi, Éd. l'Âge d'or, 2004, 112 p., ill. ; 31 cm (ISBN 9782960019698, OCLC 470388297, présentation en ligne), p. 97.
- Henri Filippini, « Stédo », dans Dictionnaire de la bande dessinée, Paris, Bordas, 2005, 912 p., ill. ; 27 cm (ISBN 9782047299708 et 2047299705, OCLC 1009545288, présentation en ligne), p. 869. .
- Frédéric Philipin et Philippe Greisch, Ébullitions 9 créateurs BD de la province de Luxembourg : Alain Baudson, Didot, La Hesse et Frémok, Palix, Pierre-Emmanuel Paulis, Rafagé, Jean-Claude Servais, Stédo, Étienne Willem, Province de Luxembourg, Service provincial de la Diffusion et de l’Animation culturelles, 2010, 50 p., ill. ; 30 cm (présentation en ligne).
- Philippe Mellot, Michel Denni, Laurent Turpin et Isabelle Morzadec, Trésors de la bande dessinée : BDM 2021-2022 - Catalogue encyclopédique et Argus, Paris, Les Arènes, novembre 2020, 22e éd., 1700 p., ill. ; 23 cm (ISBN 9791037502582, OCLC 1240308146, présentation en ligne), p. 444, 464, 688, 636, 782, 896, 1047. .

#### Périodiques
- Stédo (interviewé par Sophie Flamand et Damien Perez), « Enquête : Originaux : De la poubelle au Pinacle - J'intéresse peu - Entretien avec Stédo », Casemate, no 45,‎ février 2012 (ISSN 1964-504X).
- Stédo (interviewé par Jean-Jacques Lecocq), « Stédo : "J'aimerais que Boulard explore le star-system" », Ciné Télé Revue,‎ 18 juillet 2017 (lire en ligne, consulté le 14 juin 2022).

#### Articles
- Stédo (interviewé par Mac Arthur), « Interview de Stédo », bdtheque,‎ 20 avril 2012 (lire en ligne, consulté le 14 juin 2022)
- « Stédo », Galerie Opa,‎ 2015 (lire en ligne, consulté le 14 juin 2022)
- Francis Forget, « Pour Stédo, dessinateur de la BD sur les Diables rouges, les Belges vont gagner la Coupe du monde », france.tv,‎ 9 juillet 2018 (lire en ligne, consulté le 14 juin 2022)
- Didier Pasamonik, « Coupe du monde - France/Belgique : les dessinateurs se déchaînent sur la toile », ActuaBD,‎ 10 juillet 2018 (lire en ligne, consulté le 14 juin 2022)
- fl, « «Des Diables aux hommes des... casernes» », L'Essentiel (Luxembourg),‎ 10 avril 2019 (lire en ligne, consulté le 14 juin 2022)
- Clément Gombert, « Stédo », Art-Maniak Galerie Paris,‎ 2020 (lire en ligne, consulté le 14 juin 2022)
- « Stédo, le dessinateur de Paliseul prévient : « Le sujet de ce 20e tome est sérieux » », Sudinfo - La Meuse,‎ 16 octobre 2020 (lire en ligne , consulté le 14 juin 2022)
- J.-M. P., « «Enfer et Dames Nations»: Stédo sort un nouvel album sur les Diables », L'Avenir (Belgique),‎ 26 avril 2021 (lire en ligne , consulté le 14 juin 2022)
- Laurent Cheppe, « Stéphane Dauvin, alias Stédo, sort aujourd’hui "Enfer et Dames Nations". », RTBF,‎ 9 juin 2021 (lire en ligne, consulté le 14 juin 2022)
- Auxence Delion, « Le dessinateur Stédo face au manque de reconnaissance du 9e Art », ActuaBD,‎ 2 août 2021 (lire en ligne, consulté le 14 juin 2022).